# Igor Andrejewitsch Obuchow
Igor Andrejewitsch Obuchow (russisch Игорь Андреевич Обухов, wiss. Transliteration Igor' Andreevič Obuchov; * 29. Mai 1996 in Sankt Petersburg) ist ein russischer Fußballspieler.

## Karriere

### Verein
Obuchow begann seine Karriere bei Zenit St. Petersburg. Zur Saison 2013/14 rückte er in den Kader der neu geschaffenen zweiten Mannschaft Zenits, die in die dritte Liga eingegliedert wurde. In seiner ersten Saison kam er zu zehn Einsätzen in der Perwenstwo PFL. In der Saison 2014/15 absolvierte er 15 Drittligapartien und stieg mit Zenit-2 in die Perwenstwo FNL auf. Im Juli 2015 gab er anschließend sein Zweitligadebüt. Im März 2016 stand Obuchow erstmals im Kader der ersten Mannschaft Zenits, für die er aber nie zum Einsatz kommen sollte. Für Zenit-2 absolvierte er in der Saison 2015/16 17 Zweitligapartien.
Nachdem er bis zur Winterpause in der Saison 2016/17 nicht mehr eingesetzt worden war, wurde Obuchow im Januar 2017 an den Zweitligisten FK Tjumen verliehen. In einem Jahr in Tjumen kam der Torwart zu 28 Zweitligaeinsätzen. Im Januar 2018 wurde er an den Erstligisten Arsenal Tula weiterverliehen. In Tula war er Ersatztormann hinter Michail Lewaschow; sein Debüt in der Premjer-Liga gab er im Mai 2018 gegen ZSKA Moskau, dies sollte zugleich sein einziges Spiel für Arsenal bleiben.
Zur Saison 2018/19 wurde Obuchow ein zweites Mal nach Tjumen verliehen. Dort kam er verletzungsbedingt aber nur zu sechs Zweitligaeinsätzen. Zur Saison 2019/20 folgte die vierte Leihe, diesmal schloss er sich Zweitligist FK SKA-Chabarowsk an. Für Chabarowsk absolvierte er bis zum COVID-bedingten Saisonabbruch 20 Zweitligapartien, im Anschluss an die Saison wurde er vom Klub aus dem Fernen Osten fest verpflichtet. In der Saison 2021/22 absolvierte er bis zur Winterpause 22 Zweitligaspiele. Im Januar 2021 wechselte er wieder in die Premjer-Liga, Obuchow schloss sich Rotor Wolgograd an. Dort war er bis Saisonende aber nur zweite Wahl hinter Josip Čondrić und kam nicht zum Einsatz, Wolgograd stieg zu Saisonende aus dem Oberhaus ab. Čondrić verließ den Verein daraufhin, Obuchow übernahm im Anschluss seinen Platz im Tor. In der Saison 2021/22 absolvierte er 29 Zweitligaspiele, Rotor stieg aber 2022 auch aus der FNL ab.
Zur Saison 2022/23 wechselte er daraufhin zu Zweitligist FK Neftechimik Nischnekamsk. Für Nischnekamsk lief er 22 Mal in der FNL auf. Zur Saison 2023/24 wechselte er weiter zum Ligakonkurrenten FK Chimki. Für Chimki hütete er 23 Mal das Tor, als Zweitligameister stieg der Klub zu Saisonende in die Premjer-Liga auf.

### Nationalmannschaft
Obuchow nahm 2013 mit der russischen U-17-Auswahl an der WM teil. Russland schied im Achtelfinale aus, als Ersatz hinter Anton Mitrjuschkin kam er aber nie zum Einsatz. Zwischen 2017 und 2018 lief er dreimal im U-21-Team.